# Riccardo Moretti (motociclista)
Riccardo Moretti (Lugo, 18 gennaio 1985) è un pilota motociclistico italiano, vincitore del campionato italiano classe 125 nel 2009.

## Carriera
La sua carriera nel motociclismo è iniziata con la partecipazione ai trofei monomarca. Nel 2003 è venticinquesimo nel campionato italiano 125 e la stagione successiva è diciassettesimo. In questa categoria giunge al quinto posto nel 2006 e 2007, al secondo nel 2008. Nello stesso anno ha partecipato al campionato Europeo Velocità della stessa classe, svoltosi in prova unica ad Albacete, in cui si è piazzato al 4º posto.
Sempre nel 2008 disputa due Gran Premi del motomondiale, in qualità di wild card a bordo di una Honda RS 125 R. Corre altri due Gran Premi nel 2009, ancora come wild card a bordo di un'Aprilia, arrivando tredicesimo nella seconda occasione. I tre punti ottenuti gli valgono il 27º posto nella classifica stagionale. Nel 2009 ottiene anche il titolo di campione Italiano, sempre della 125, e conclude decimo nel campionato europeo svoltosi in gara unica ad Albacete.
Nel 2010 ha gareggiato con una Aprilia RSA 125 del team Fontana Racing ma dopo tre Gran Premi viene sostituito da Simone Grotzkyj. Riesce a trovare una moto per il GP d'Italia, ma rimane definitivamente appiedato per il resto della stagione a partire dal GP successivo. Nel 2011 è pilota titolare nel campionato Italiano 125 dove, untilizzando motociclette Rumi e Friba, chiude la stagione al sedicesimo posto.
Nel 2012 corre in Moto3 dal Gran Premio d'Italia in sostituzione di Marcel Schrötter per il team Mahindra Racing. In questa stagione è costretto a saltare i Gran Premi della Repubblica Ceca, di San Marino e d'Aragona per la frattura di due costole rimediata nelle prove libere del GP della Repubblica Ceca. Sempre nel 2012 è vice-campione Italiano della classe 125. Nel 2014 disputa due gare nel campionato Italiano Moto3 conquistando un punto.

## Risultati nel motomondiale
| 2008 | Classe | Moto  |  |  |  |  |  |    |  |  |  |  |    |  |     |  |  |  |  |  | Punti | Pos. |
| ---- | ------ | ----- |  |  |  |  |  | -- |  |  |  |  | -- |  | --- |  |  |  |  |  | ----- | ---- |
| 2008 | 125    | Honda |  |  |  |  |  | 26 |  |  |  |  | NE |  | Rit |  |  |  |  |  | 0     |      |

| 2009 | Classe | Moto    |  |  |  |  |    |  |  |    |  |  |  |  |    |  |  |  |  |  | Punti | Pos. |
| ---- | ------ | ------- |  |  |  |  | -- |  |  | -- |  |  |  |  | -- |  |  |  |  |  | ----- | ---- |
| 2009 | 125    | Aprilia |  |  |  |  | 20 |  |  | NE |  |  |  |  | 13 |  |  |  |  |  | 3     | 27º  |

| 2010 | Classe | Moto    |  |     |     |    |  |  |  |  |    |  |  |  |  |  |  |  |  |  | Punti | Pos. |
| ---- | ------ | ------- |  | --- | --- | -- |  |  |  |  | -- |  |  |  |  |  |  |  |  |  | ----- | ---- |
| 2010 | 125    | Aprilia |  | Rit | Rit | 16 |  |  |  |  | NE |  |  |  |  |  |  |  |  |  | 0     |      |

| 2012 | Classe | Moto     |  |  |  |  |  |  |  |  |     |    |    |    |  |  |    |     |     |  | Punti | Pos. |
| ---- | ------ | -------- |  |  |  |  |  |  |  |  | --- | -- | -- | -- |  |  | -- | --- | --- |  | ----- | ---- |
| 2012 | Moto3  | Mahindra |  |  |  |  |  |  |  |  | Rit | NE | 20 | NP |  |  | NP | Rit | Rit |  | 0     |      |

| Legenda | 1º posto        | 2º posto            | 3º posto            | A punti      | Senza punti        | Grassetto – Pole position Corsivo – Giro più veloce |
| Legenda | Gara non valida | Non qual./Non part. | Ritirato/Non class. | Squalificato | '-' Dato non disp. | Grassetto – Pole position Corsivo – Giro più veloce |